# Касала
Касала или Кесала (на арабски: كسلا) е една от 25-те провинции на Судан. На изток граничи с Еритрея. Площта ѝ е 36 710 км², а населението е 2 519 100 души (по проекция от юли 2018 г.). Столица на провинцията е град Касала.